# Badly Drawn Boy
Badly Drawn Boy är Damon Michael Goughs artistnamn. Gough, född 2 oktober 1969 i Manchester, England, är en brittisk singer/songwriter. 
Gough tog sig namnet Badly Drawn Boy efter en figur i den tecknade serien Jamie and his Magic Torch. Badly Drawn Boys debutalbum, The Hour of Bewilderbeast, vann det prestigefyllda Mercury Music Prize 2000. Han har även skrivit soundtracket till filmen Om en pojke som baserar sig på Nick Hornbys roman med samma namn.

## Diskografi

### Album
- 2000 – The Hour of Bewilderbeast
- 2002 – About a Boy
- 2002 – Have You Fed the Fish?
- 2004 – One Plus One Is One
- 2006 – Born in the UK
- 2009 – Is There Nothing We Could Do?
- 2010 – It's What I'm Thinking Pt.1 – Photographing Snowflakes
- 2012 – Being Flynn
- 2020 - Banana Skin Shoes

### EPs
- 1997 – EP1
- 1998 – EP2
- 1998 – EP3
- 1999 – It Came from the Ground
- 2002 – The Guardian Presents Badly Drawn Boy
- 2007 – BDB At The Britons Protection

### Singlar
- 1999 – "Road Movie (Live)" (med Doves)
- 1999 – "Whirlpool"
- 1999 – "Once Around the Block"
- 2000 – "Another Pearl"
- 2000 – "Disillusion"
- 2000 – "Once Around the Block" (återutgivning)
- 2001 – "Pissing in the Wind"
- 2002 – "Silent Sigh"
- 2002 – "Something to Talk About"
- 2002 – "You Were Right"
- 2003 – "Born Again"
- 2003 – "All Possibilities"
- 2004 – "Year of the Rat"
- 2006 – "Nothing's Gonna Change Your Mind"
- 2007 – "A Journey from A to B"
- 2010 – "Too Many Miracles"